# Kameeldoorn (Arabië)
De (Arabische) kameeldoorn (Alhagi maurorum Medik syn. A. camelorum, Hedysarum alhagi L.) is een struik of lage boom uit de familie Fabaceae die groeit in het Midden-Oosten en Centraal Azië.
De struik ontleent zijn naam aan het feit dat kamelen, maar ook gazellen zich te goed doen aan zijn bladeren of zoals het Album der natuur uit 1858 het stelt:

Deze heester heeft zijn' naam van het bijna daaglijksch voedsel, dat hij aan de kameelen geeft. Zijn altoosdurend groen verkwikt het oog des reizigers, vermoeid van het eentoonig gezigt der onafmetelijke woestijn.

De soort is echter ook terechtgekomen in andere delen van de wereld, zoals Australië, Zuid-Afrika en Noord-Amerika waar de indringer een plaag geworden is. Men drukt zich er daar wat minder lovend over uit:

Camelthorn is unpalatable and injurious to some animals. Because of its deep root system, it grows successfully in dry, rocky, saline soil, making it weedy in rangeland, competing against preferred forage.
Kameeldoorn is oneetbaar en schadelijk voor sommige dieren. Vanwege zijn diepe wortelstelsel groeit hij in droge, stenige, zilte grond, zet het weideland vol onkruid en wedijvert met verkieslijker voer.

In Zuid-Afrika en Namibië, met name in de Karoo en de Kalahari is er ook een andere boom die de naam kameeldoorn draagt. Het element kameel moet hier echter als kameelperd (Afrikaans voor giraffe) gelezen worden. Het zijn de giraffen die zich vaak aan de bladeren van deze boom te goed doen. Kamelen komen er van nature niet voor, maar de Arabische Kameeldoorn inmiddels wel.
Kameeldoorn is een diepgewortelde heester die zijn wortels tot 6 of 7 meter de grond in kan sturen. De heester kent fijne vertakkingen met flinke doorns en wordt meer dan een meter hoog. 's Zomers bloeit de plant met paarse tot kastanjebruine bloempjes die in groepjes van 1 tot 8 voorkomen op korte doornachtige takjes. De struik brengt peulen voort die roodbruin van kleur zijn en tussen de zaden vernauwingen vertonen.
De zaden zijn niervormig en glanzend zwartbruin. De plant is een halofyt en komt in streken voor met bitter weinig regenval zoals de streek rond Al-Kharj in Saudi-Arabië die maar 54 mm per jaar ontvangt. Zelfs in droge rivierbeddingen of op duinen is hij te vinden. Het chromosoomgetal is 2n=16. In zijn land van herkomst wordt de stuik als veevoer gebruikt maar dit wordt als van geringe waarde gezien. De plant wordt echter wel gewaardeerd vanwege een suikerrijke stof die hij op zijn takken uitscheidt. Het kan verzameld worden door de struik flink te schudden. In Israël wordt het manna genoemd, hoewel het niet zeker is dat het om dezelfde substantie gaat als het manna uit de Bijbel. Het bevat mannitol en wordt verwerkt in cosmetische en farmaceutische producten.